# Circulo de Curvatura

Um círculo osculante

Círculos osculantes da espiral arquimediana, aninhados pelo teorema de Tait-Kneser. "A espiral em si não é desenhada: nós a vemos como o espaço geométrico dos pontos onde os círculos estão especialmente próximos um do outro".

Na geometria diferencial das curvas, o círculo osculador de uma curva plana suave em um dado ponto p na curva é  definido como o círculo que passa por p e um par de pontos adicionais na curva infinitamente próximo de p . Seu centro fica na linha normal interna e sua curvatura define a curvatura da curva especificada nesse ponto. Esse círculo, que é aquele entre todos os círculos tangentes no ponto em que se aproxima mais da curva, foi nomeado circulus osculans (latim para "círculo do beijo") por Leibniz .
O centro e o raio do círculo osculante em um determinado ponto são chamados de centro de curvatura e raio de curvatura naquela determinado ponto.

## Descrição em termos leigos
Imagine um carro se movendo ao longo de uma estrada curva em um plano. De repente, em um ponto da estrada, o volante trava. Depois disso, o carro se move em um círculo que "beija" a estrada até ponto de tranvar. A curvatura do círculo é igual à da estrada naquele ponto. Esse círculo é o círculo osculante da curva da estrada naquele ponto.

## Descrição matemática

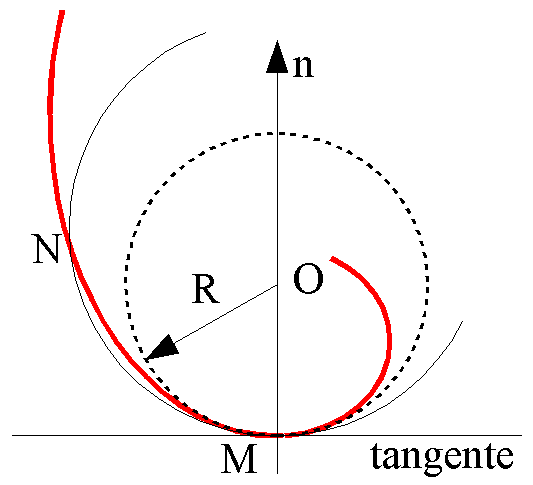
Representação em imagem do círculo osculante, nome dado ao raio da esfera.

Sendo {\displaystyle \gamma }( s )  uma curva plana paramétrica regular, onde s é o comprimento do arco (o parâmetro natural ). Isso determina o vetor tangencial unitário T ( s ), o vetor normal unitário N ( s ), a curvatura k (s ) e o raio da curvatura R (s ) em cada ponto para o qual s é composto:
{\displaystyle T(s)=\gamma '(s),\quad T'(s)=k(s)N(s),\quad R(s)={\frac {1}{\left|k(s)\right|}}.}
Suponha que P seja um ponto em γ onde k ≠ 0. O centro de curvatura será o ponto Q a uma distância R ao longo de N, na mesma direção se k for positivo e na direção oposta se k for negativo. O círculo com centro em Q e com raio R é chamado de círculo osculante da curva γ no ponto P.
Se C é uma curva espacial regular, o círculo osculante é definido de maneira semelhante, usando o vetor normal principal N. Encontra-se no plano osculante, o plano medido pelos vetores normais tangentes e principais T e N no ponto P.
A curva plana também pode ser dada por uma parametrização regular diferente
{\displaystyle \gamma (t)\,=\,{\begin{pmatrix}x_{1}(t)\\x_{2}(t)\end{pmatrix}}\,}
onde regular significa que {\displaystyle \gamma '(t)\neq 0} para todos {\displaystyle t} . Em seguida, as fórmulas para a curvatura k ( t ), o vetor unitário normal N ( t ), o raio da curvatura R ( t ) e o centro Q ( t ) do círculo osculante são
{\displaystyle k(t)={\frac {x_{1}'(t)\cdot x_{2}''(t)-x_{1}''(t)\cdot x_{2}'(t)}{{\Big (}x_{1}'(t)^{2}+x_{2}'(t)^{2}{\Big )}^{\frac {3}{2}}}}\qquad \qquad \qquad \qquad N(t)\,=\,{\frac {1}{\|\gamma '(t)\|}}\cdot {\begin{pmatrix}-x_{2}'(t)\\x_{1}'(t)\end{pmatrix}}}
{\displaystyle R(t)=\left|{\frac {{\Big (}x_{1}'(t)^{2}+x_{2}'(t)^{2}{\Big )}^{\frac {3}{2}}}{x_{1}'(t)\cdot x_{2}''(t)-x_{1}''(t)\cdot x_{2}'(t)}}\right|\qquad \qquad \mathrm {and} \qquad \qquad Q(t)\,=\,\gamma (t)\,+\,{\frac {1}{k(t)\cdot \|\gamma '(t)\|}}\cdot {\begin{pmatrix}-x_{2}'(t)\\x_{1}'(t)\end{pmatrix}}\,.}

### Coordenadas cartesianas
Podemos obter o centro do círculo osculante em coordenadas cartesianas se substituirmos {\displaystyle t=x} e {\displaystyle y=f(x)} para alguma função f . Se fizermos os cálculos, os resultados para as coordenadas X e Y do centro do círculo osculante são:
{\displaystyle x_{c}=x-f'{\frac {1+f'^{2}}{f''}}\qquad \qquad {\text{and}}\qquad \qquad y_{c}=f+{\frac {1+f'^{2}}{f''}}}

## Propriedades
Para uma curva C dada por equações paramétricas suficientemente suaves (duas vezes continuamente diferenciáveis), o círculo osculante pode ser obtido por um procedimento limitador: é o limite dos círculos que passam por três pontos distintos em C quando esses pontos se aproximam de P.  Isso é totalmente análogo à construção da tangente a uma curva como um limite das linhas secantes através de pares de pontos distintos em C se aproximando de P.
O círculo osculante S para uma curva plana C em um ponto regular P pode ser caracterizado pelas seguintes propriedades:
- O círculo S passa por P.
- O círculo S e a curva C têm a linha tangente comum em P e, portanto, a linha normal comum.
- Perto de P, a distância entre os pontos da curva C e o círculo S na direção normal decai à medida do cubo ou uma potência maior da distância a P na direção tangencial.

Isso geralmente é expresso como "a curva e seu círculo osculatório têm o contato de segunda ou maior ordem" em P. Em termos gerais, as funções vetoriais que representam C e S concordam com suas primeira e segunda derivadas em P.
Se a derivada da curvatura em relação a s for diferente de zero em P, o círculo osculante cruza a curva C em P. Os pontos P nos quais a derivada da curvatura é zero são chamados vértices . Se P é um vértice, C e seu círculo osculatório têm contato de ordem pelo menos três. Além disso, se a curvatura tem um máximo ou mínimo local diferente de zero em P, o círculo osculante toca a curva C em P, mas não a atravessa.
A curva C pode ser obtida como o envelope da família de um parâmetro de seus círculos osculantes. Seus centros, isto é, os centros de curvatura, formam outra curva, chamada evolução de C. Os vértices de C correspondem a pontos singulares em sua evolução.
Em qualquer arco de uma curva C, dentro do qual a curvatura é monotônica (ou seja, longe de qualquer vértice da curva), os círculos osculantes são todos disjuntos e aninhados um no outro. Este resultado é conhecido como o teorema de Tait-Kneser .

## Exemplos

### Parábola

O círculo osculante da parábola em seu vértice tem raio de 0,5 e contato de quarta ordem.

Para a parábola
{\displaystyle \gamma (t)={\begin{pmatrix}t\\t^{2}\end{pmatrix}}}
o raio de curvatura é
{\displaystyle R(t)=\left|{\frac {\left(1+4\cdot t^{2}\right)^{\frac {3}{2}}}{2}}\right|}
No vértice {\displaystyle \gamma (0)={\begin{pmatrix}0\\0\end{pmatrix}}} o raio de curvatura é igual a R (0) = 0,5 (veja a figura). A parábola tem contato de quarta ordem com seu círculo osculante. Para um t grande, o raio de curvatura aumenta ~ t 3, ou seja, a curva se endireita cada vez mais.

### Curva de Lissajous
Uma curva de Lissajous com razão de frequências (3: 2) pode ser parametrizada da seguinte forma
{\displaystyle \gamma (t)\,=\,{\begin{pmatrix}\cos(3t)\\\sin(2t)\end{pmatrix}}\,.}
Tem curvatura k ( t ), vetor unitário normal N ( t ) e raio de curvatura R ( t ) dado por
{\displaystyle k(t)={\frac {6\cos(t)(8(\cos t)^{4}-10(\cos t)^{2}+5)}{(232(\cos t)^{4}-97(\cos t)^{2}+13-144(\cos t)^{6})^{3/2}}}\,,}
{\displaystyle N(t)\,=\,{\frac {1}{\|\gamma '(t)\|}}\cdot {\begin{pmatrix}-2\cos(2t)\\-3\sin(3t)\end{pmatrix}}}
{\displaystyle R(t)=\left|{\frac {(232(\cos t)^{4}-97(\cos t)^{2}+13-144(\cos t)^{6})^{3/2}}{6\cos(t)(8(\cos t)^{4}-10(\cos t)^{2}+5)}}\right|\,.}
Veja a figura para uma animação. Lá, o "vetor de aceleração" é a segunda derivada {\displaystyle {\frac {\mathrm {d} ^{2}\gamma (s)}{\mathrm {d} s^{2}}}} em relação ao comprimento do arco {\displaystyle s} . 

Ciclóide (azul), seu círculo osculante (vermelho) e evoluir (verde).

Um ciclóide com raio de r pode ser parametrizado da seguinte forma:
{\displaystyle \gamma (t)\,=\,{\begin{pmatrix}r(t-\sin t)\\r(1-\cos t)\end{pmatrix}}}
Sua curvatura é dada pela seguinte fórmula:
{\displaystyle \kappa (t)=-{\frac {\left|\csc \left({\frac {1}{2}}t\right)\right|}{4r}}}
que dá:
{\displaystyle R(t)={\frac {4r}{\left|\csc \left({\frac {1}{2}}t\right)\right|}}}